# Chris Hadfield
Chris Austin Hadfield (Sarnia, 29 agosto 1959) è un ex astronauta canadese.
È stato il primo canadese ad aver effettuato una passeggiata nello spazio.

## Biografia
Nato in Ontario nel 1959, ha completato l'addestramento per piloti dell'esercito canadese. Ha volato con i CF-18 Hornet per il Comando di Difesa Aerospaziale del Nord-America. Successivamente ha studiato nella USAF.
Nel 1993 è entrato a far parte della NASA. In 25 missioni dello Shuttle è stato la voce a terra, cioè il capo delle comunicazioni alle capsule (CAPCOM) della NASA.
Nel 1995 è stato assegnato alla missione STS-74 dello Shuttle in qualità di specialista di missione. Nel 2001 è stato assegnato alla missione STS-100 (alla quale ha partecipato anche Umberto Guidoni) nella quale ha trascorso 14 ore e 54 minuti nello spazio aperto durante due attività extraveicolari. Durante la missione STS-100 fu portato in orbita un altro modulo della stazione spaziale, il Multi-Purpose Logistics Module Raffaello.
Dal 2001 al 2003 è stato il Direttore Operativo del centro per l'addestramento dei cosmonauti della NASA presso la Città delle Stelle in Russia. Nel 2003 si è ritirato da colonnello delle Canadian Forces, diventando un astronauta civile della Canadian Space Agency.
Il 12 maggio 2013 lascia il comando della Stazione spaziale internazionale e, prima di rientrare sulla Terra, realizza un video musicale sulla stazione, il primo video girato nello spazio: ha imbracciato la chitarra per cantare Space Oddity di David Bowie.
L'aeroporto di Sarnia è stato dedicato a Chris Hadfield nel 1997.
Nel 2013 ha pubblicato il libro An Astronaut's Guide to Life on Earth.
È membro del Mensa.

## Musica
Durante la missione Expedition 35, Hadfield ha registrato un album, utilizzando la chitarra portata sulla ISS.
La prima canzone registrata nello spazio, Jewel in the Night, è stata diffusa tramite YouTube la vigilia di Natale 2012. Il 15 febbraio del 2012 ha inoltre suonato Moondance in diretta dalla Stazione Spaziale Internazionale con il gruppo i Chieftains.
Is Somebody Singing? (I.S.S.), canzone da lui scritta e registrata con la collaborazione del gruppo canadese Barenaked Ladies, è andata in onda sulla radio canadese CBC e distribuita on-line l'8 febbraio 2013.
Il 12 maggio 2013, dopo aver lasciato il comando della ISS, Hadfield ha registrato un video musicale a bordo della Stazione spaziale internazionale, il primo mai girato nello spazio, in cui reinterpreta Space Oddity di David Bowie.